# 天主教圣安吉洛教区
天主教聖安吉洛教區（拉丁語：Dioecesis Angeliana）是美國一個羅馬天主教教區，為聖安東尼奧總教區的附屬教區。成立於1961年10月16日。
範圍包括德克薩斯州中西部廿九縣，教座位於聖安吉洛。2004年有教友80,742人（佔轄區總人口9.4%）、卅五個堂區、四十八名司鐸。現任教區主教為彌額爾·詹姆斯·西斯（英語：Michael James Sis）。